# Erinnerungen en gros
Erinnerungen en gros (engl. Originaltitel We Can Remember it for You Wholesale) ist eine Kurzgeschichte des US-amerikanischen Science-Fiction-Autors Philip K. Dick. Sie erschien zunächst in der Zeitschrift The Magazine of Fantasy & Science Fiction im April 1966 und ist seitdem in vielen Kurzgeschichtensammlungen enthalten. Erinnerungen en gros zählt zu den Klassikern von Dick und diente als Vorlage für den Film Die totale Erinnerung – Total Recall aus dem Jahr 1990 mit Arnold Schwarzenegger und Sharon Stone unter der Regie von Paul Verhoeven. 2012 wurde mit Total Recall eine Neuverfilmung produziert, inszeniert von Len Wiseman. 

## Inhalt
Douglas Quails Herzenswunsch ist es, einmal in seinem Leben den Mars zu besuchen. Als schlecht bezahlter Angestellter würde er jedoch nie das nötige Geld für die Reise zusammenbekommen. Daher interessiert er sich für die Dienstleistung des Unternehmens Endsinn AG: Deren Kunden können Erlebnisse aussuchen, die Endsinn als falsche Erinnerungen in ihr Gehirn einpflanzt. Im Fall der Marsreise bekommt ein Kunde auch noch ein täuschend echtes Flugticket und Souvenirs zugesteckt. Die Erinnerung, jemals bei dem Unternehmen gewesen zu sein, wird außerdem gelöscht. Um den Nervenkitzel zu erhöhen, entscheidet sich Quail für eine Marsreise als Geheimagent.
Beim Einpflanzen der gewünschten Erinnerung stoßen die Mitarbeiter von Endsinn jedoch auf ein Problem: Während der Narkose erinnert sich Quail daran, bereits als Geheimdienstagent auf dem Mars gewesen zu sein. Die Mitarbeiter vermuten daher, dass seine Erinnerungen durch das Militär gelöscht worden sind. Sie kommen überein, die echte Erinnerung nicht mit einer falschen zu überlagern, und schicken Quail nach Hause.
Dort kommen weitere Erinnerungen an die Marsreise zurück. Dies ruft die Polizei auf den Plan, die Quails Gedanken offenbar durch einen Minisender in dessen Gehirn verfolgen kann. Quail erinnert sich, als Profikiller vom Geheimdienst ausgebildet und auf den Mars gesandt worden zu sein. Dort hat er einen Auftragsmord begangen. Die Polizei will Quail aus dem Weg räumen, um jegliches Wissen an diese Tat auszulöschen. Doch dem Topagenten gelingt die Flucht.
Mit dem Gedankentransmitter im Kopf ist er jedoch von der Polizei gut zu lokalisieren. Quail weiß das und beginnt über dieses Gerät mit der Regierung zu verhandeln. Sie machen einen Deal: Die Regierung lässt davon ab, Quail liquidieren zu wollen, wenn dieser sich stellt und sich eine falsche Erinnerung von Endsinn einsetzen lässt. Diese Erinnerung muss so stark sein, dass sie alles andere überlagert. Regierungspsychiater stoßen bei ihrer Analyse auf eine tief sitzende, längst vergessene Kindheitsfantasie von Quail: Als Kind hat er eine Invasion von Außerirdischen beobachtet und diese durch seine Friedfertigkeit und Humanität so sehr fasziniert, dass sie die Invasion ausgesetzt haben, solange er lebt.
Die Mitarbeiter von Endsinn stoßen beim Einpflanzen der gefälschten Erinnerungen jedoch abermals auf ein Problem: Alles, was sie einpflanzen wollen, ist schon vorhanden. Offenbar hat Quail die Invasion real erlebt und durch sein Handeln die Menschheit gerettet. Da die Außerirdischen ihre Invasion seinetwegen abgebrochen haben, kann er jetzt nicht mehr liquidiert werden, da sonst eine Rückkehr der Invasoren nicht ausgeschlossen werden könnte.